# فايز العلياني
فايز العلياني لاعب كرة قدم سعودي ، يلعب في خط الوسط.
لعب سابقاً لأندية أبها والفتح و ضمك و جرش.